# Eupithecia aradjouna
Eupithecia aradjouna es una especie de polilla de la familia Geometridae. La especie fue descrita por primera vez en 1938, con distribución en Iran. El sintipo de la especie fue descrita en los alrededores de la Kohu i Taftan y Barm i Firus, a una altitud de aproximadamente 2800 a 3000 metros (9186,4 a 9842,5 pies) de altitud.